# South Brunswick
South Brunswick è un comune (township) degli Stati Uniti d'America, nella contea di Middlesex, nello Stato del New Jersey.
Fa parte dell'area metropolitana di Trenton-Princeton-New Brunswick.

## Località
Il comune comprende i census-designated place di:
- Dayton
- Heathcote
- Kendall Park
- Kingston
- Monmouth Junction

e la località di:
- Deans